# Space Channel 5: Part 2
Space Channel 5: Part 2 (スペースチャンネル5 パート2 Supēsu Channeru Faibu Pāto Tsū?) es un videojuego de música desarrollado por United Game Artists, secuela directa del videojuego de 1999 Space Channel 5. Fue publicado por Sega para las consolas Dreamcast y para PlayStation 2 en Japón en febrero de 2002. En occidente, la versión para PS2 salió a la venta en 2003, distribuida por SCEE (en Europa) y Agetec (en Norteamérica). Más tarde, en 2011, Sega publicaría una versión de alta definición del juego para Microsoft Windows, Xbox 360 y PlayStation 3.
En un futuro de la era espacial, la reportera Ulala se enfrenta a un grupo llamado Rhythm Rogues y su líder Purge cuando estos desatan una coreomanía en la galaxia. Controlando a Ulala, los jugadores entran en batallas de ritmo a través de niveles con coreografía en los que Ulala imita las acciones de los rivales al compás de las pistas musicales. Junto a la campaña de historia para un jugador, existe un modo de resistencia llamado Ulala's Dance y una opción multijugador para ambos modos.
El videojuego fue producido durante dos años por miembros del mismo equipo que desarrolló la precuela; fue el último videojuego desarrollado por United Game Artists antes de que este estudio se fusionase con Sonic Team, y el último producido por Tetsuya Mizuguchi antes de dejar Sega en 2003. El juego utiliza gráficos 3D, a diferencia del primer juego, que utilizaba videos pre-renderizados. Mizuguchi incluyó varias características basadas en sugerencias de los miembros del equipo y en parte de las críticas que recibió tras la publicación del primer juego. La música se compuso en el transcurso de un año y permitió la comercialización de cuatro álbumes de bandas sonoras. El videojuego fue considerado un éxito tanto por la crítica como en el ámbito comercial, y muchos expertos lo citaron como superior a la original debido a sus mecánicas y banda sonora más pulidas.

## Sinopsis y jugabilidad
En Space Channel 5: Part 2, los jugadores asumen el papel de Ulala, una reportera que trabaja para el principal canal de televisión de noticias espaciales en un futuro ficticio recreado al estilo de la década de los años 1960 en el que compite con otros canales. Tras producirse un ataque por parte de una banda llamada los Rhythm Rogues, liderada por el villano Purge y su subordinado Shadow, que producen un hechizo en las víctimas que las obliga a bailar, Ulala es enviada para informar sobre los eventos, y acaba enfrentándose a reporteros rivales y autoridades locales, con el objetivo de destruir los planes de los Rhythm Rogues. Entre otras cosas, estos secuestran al presidente Peace, roban antenas de otras estaciones de noticias para amplificar su señal de baile y destruyen la base de Space Channel 5. Después de derrotar a Shadow, que se revela como un antiguo aliado bajo los efectos de la hipnosis, Ulala acaba con Purge con el apoyo de sus amigos y sus fans.
Los jugadores controlan a Ulala a través de seis niveles 3D que poseen mecánicas específicas, como batallas basadas en instrumentos o enfrentamientos en los que Ulala debe imitar poses.
 El objetivo de cada nivel es derrotar a los enemigos, ganar encuentros contra los jefes y rescatar ciudadanos. Durante todo el juego Ulala debe imitar los pasos de baile y las vocalizaciones de sus oponentes (de forma similar a lo que deben hacer los participantes del juego Simón dice). Existen seis botones que coinciden con las acciones posibles a realizar en la pantalla; los botones del pad direccional y dos botones de acción que se presentan con las vocalizaciones respectivas "chu" y "hey".
Los niveles se dividen en áreas de baile y de disparo; durante estas últimas, Ulala utiliza el paso "chu" para derrotar a los enemigos, y "hey" para liberar a los rehenes. Hay múltiples variaciones presentes durante estas secciones en las que, en ocasiones, el input de los botones debe estar sincronizado con las letras de algunas canciones, y algunas notas más largas requieren que el jugador mantenga presionado un botón. Además de las batallas estándar, Ulala tiene secciones de estilo en las que usa un instrumento musical. Durante estas secciones, el jugador presiona "abajo" en el pad direccional y los botones de acción.
La audiencia, que se muestra en la esquina inferior izquierda de la pantalla, aumenta con cada buena actuación y con el descubrimiento de movimientos secretos. La salud de Ulala se representa en forma de corazones, y la partida termina si Ulala se queda sin ninguno. El número de corazones puede aumentar si existe una buena ejecución de los pasos. La tasa de éxito durante cualquier sección hace variar el tipo de baile de Ulala y las características de la música de fondo: cuando se conseguen más rescates y la ejecución del baile es más exitosa, el tamaño del equipo y la variedad musical de Ulala aumentan, mientras que los errores hacen que el baile de Ulala se debilite y el tempo se reduzca. Durante los encuentros con jefes, la calificación actual se convierte en estrellas que actúan como un medidor de salud, y las estrellas restantes al final de una pelea con jefes se convierten en puntos de audiencia.
Un modo adicional fuera de la campaña principal es «Ulala's Dance», que consiste en una batalla de resistencia de cien etapas en las que Ulala solo tiene un corazón. Completar este modo permite, además de desbloquear movimientos ocultos en niveles estándar, conseguir nuevo vestuario y accesorios para Ulala. El videojuego también es compatible con el modo multijugador; en este, un jugador controla el pad direccional, mientras que el otro controla los botones de acción.

## Desarrollo
La secuela de Space Channel 5 había sido planeada poco después del desarrollo del videojuego original, pero la producción se suspendió hasta que aparecieron las cifras de ventas occidentales de este y, a pesar de que estas no eran positivas, Tetsuya Mizuguchi consiguió convencer a Sega de desarrollar una secuela, argumentando que, tras la publicación del original, ahora el equipo estaba más familiarizado con el género y con las mecánicas de este tipo de videojuegos. Al igual que con el primer juego, la producción estuvo a cargo del estudio filial de Sega, United Game Artists. La producción tuvo una duración aproximada de dos años.  Entre el equipo que volvió a participar en el desarrollo de la segunda parte se incluían Mizuguchi como productor; la directora de arte original, Yumiko Miyabe, como directora; la diseñadora principal y escritora, Takumi Yoshinaga; y la artista Mayumi Moro como directora de arte. Durante su desarrollo, el equipo se dio cuenta de que la Dreamcast sería la última consola de Sega, por tanto, si bien el juego original se desarrolló para esta y la producción se centró en esta versión, la Parte 2 vio un desarrollo simultáneo para Dreamcast y PS2 y fue el segundo juego desarrollado por el equipo para la consola de Sony. Space Channel 5: Part 2 fue el último título desarrollado por United Game Artists antes de la reestructuración interna de Sega en 2003 que implicó la fusión del estudio con el equipo del entonces recién formado Sonic Team. También fue el último juego de Mizuguchi en Sega antes de marcharse tras de la reorganización y la fundación de Q Entertainment.
La atmósfera original, descrita como «ciencia ficción al estilo retro», se mantuvo para la secuela. Varios elementos planificados inicialmente —como un grupo de censura que interrumpiría las transmisiones que consideraban inadecuadas y la posibilidad de introducir un villano principal alienígena dedicado a conquistar galaxias— fueron eliminados del juego al considerarse que alargaban y complicaban excesivamente la trama. El atuendo de Ulala cambió de color de su naranja original al blanco. Si bien el primer juego utilizó modelos poligonales en tiempo real sobre secuencias de FMV, los entornos de la secuela están hechos completamente en 3D. Hubo varias razones para esto: el equipo estaba ahora más familiarizado con el hardware de Dreamcast y, por lo tanto, pudieron crear entornos 3D más fácilmente, querían alejarse del estilo pre-renderiazdo de Space Channel 5 que Mizuguchi describió como «verdaderamente difícil» de elaborar, y querían crear una experiencia más cinematográfica para los jugadores. Básandose en los comentarios y las críticas recibidas tras la publicación del primer juego de la saga, el equipo agregó más extras, como disfraces y accesorios alternativos. Un elemento nuevo notable para el juego fueron las batallas basadas en instrumentos, que resultaron difíciles de ajustar para los desarrolladores.
Para garantizar un control creativo de las interpretaciones de voz y prever cambios de último minuto, el personal del juego dio voz a los personajes a través de los mismos mecanismos técnicos utilizados en la precuela. Los actores de voz interpretaron sus líneas junto con las pistas musicales para sincronizarlas adecuadamente. El proceso fue llevado a cabo por el equipo de sonido del juego y supervisado por Mizuguchi. El juego contó con la aparición del cantante de pop Michael Jackson, que se interpretó a sí mismo como un personaje llamado Space Michael y que —incluso en la versión japonesa del juego— se expresa únicamente en inglés y, aunque Jackson ya había aparecido previamente en el primer juego como un breve cameo (después de que el cantante quedase impresionado por una versión previa al lanzamiento), se le dio un papel mucho más amplio en la secuela. El director del primer juego, Takashi Yuda, volvió a poner voz al personaje de Fuze; así como hicieron las respectivas actrices de Ulala en la versión en japonés (atribuida al miembro del personal de United Game Artists, Mineko Okamura) e inglés (Apollo Smile).

### Música
La música del videojuego fue compuesta por Naofumi Hataya, Kenichi Tokoi, Tomoya Ohtani y Mariko Namba. Hataya y Tokoi regresaron tras el desarrollo del primer juego, y Hataya también participó, aunque como productor de sonido. El juego fue el tercer proyecto de Ohtani como compositor después de su trabajo en Sonic Adventure 2 y ChuChu Rocket!. Namba se incorporó al proyecto en mayo de 2001 e inicialmente se sintió abrumado tanto por el proyecto como por el estilo musical del juego. Al igual que en el primer juego, la música estuvo influenciada por las grandes bandas de jazz de los años sesenta y setenta. La producción de la música duró todo un año debido a la parte central en el juego y los múltiples ajustes, y, a consecuencia del estrés derivado de la carga de trabajo, Hataya llegó a enfermar durante una semana con problemas estomacales, y hubo varios períodos en los que los trabajadores tuvieron que realizar horas extra.
El tema principal fue «Mexican Flyer», compuesto por Ken Woodman en 1966, y la letra de las canciones fue escrita por Yoshinaga. Para las batallas, los personajes rivales recibieron diferentes instrumentos. La primera batalla rítmica creada fue contra el reportero rival Pudding, que usa una guitarra. Respecto a esta, hubo ideas tempranas sobre la posibilidad de añadir una apertura realizada con instrumentos de percusión, con un ritmo más rápido que la de la versión publicada, aunque Hataya y Yoshinaga colaboraron en la pista durante mucho tiempo, la pieza de percusión acabó por ser adjudicada a un personaje jefe posterior llamado Pine.
La banda sonora fue comercializada a través de varios álbumes; dos de los originales contenían tres de los seis niveles (reportajes) del juego, además de pistas cantadas del modo Ulala's Dance. Las canciones conservaron sus letras para el lanzamiento del álbum, aunque le habrían dado elementos musicales. Los dos álbumes, —titulados Chu!! y Hey!!— se publicaron el 10 y 24 de abril de 2002 por Marvelous Entertainment y fueron distribuidos por VAP. También se lanzaron dos álbumes con remixes y los audio cortos Uki Uki Non-Stop Mega Mix, el 21 de junio; y Moji Moji Can't Stop Remix, el 24 de junio.

## Publicación
El juego fue anunciado oficialmente por Sega tanto para la consola Dreamcast como para PS2 en octubre de 2001, poco antes del Tokyo Game Show de ese año. Sega organizó varios eventos para promover el juego a través de demos en todo Japón.  El juego salió a la venta en Japón el 14 de febrero de 2002, tanto para Dreamcast como para PS2. La versión de Dreamcast se vendió como exclusiva en la tienda en línea Dreamcast Direct de Sega. Los que habían reservado así la versión de Dreamcast recibieron, además, un par de auriculares adornados con piel clara y un estuche especial para el disco GD-ROM. La versión de PS2 fue más tarde comercializada dentro de la serie PS2 the Best el 12 de diciembre. La versión de Dreamcast sigue siendo exclusiva de Japón, y en los años transcurridos desde su lanzamiento se ha convertido en un artículo de colección a precios de reventa elevados.
La localización y traducción del juego fue problemática para Sega debido a las letras de las canciones, ya que era necesario traducirlas al inglés manteniendo el significado y el mismo número de sílabas. La versión de PS2 fue co-publicada en Europa como un lanzamiento independiente por Sega y Sony el 12 de febrero de 2003, junto con una edición limitada para esta región comercial, que incluía un par de auriculares plateados y un estuche de transporte. Su lanzamiento en el Reino Unido fue cancelado por Sony y Sega sin aportar una explicación clara respecto a la decisión. Más tarde, se reveló que el lanzamiento en este país fue anulado debido a la mala publicidad resurgente en torno a las acusaciones de abuso infantil contra Jackson. En Norteamérica, el videojuego solo salió a la venta como parte de una edición especial —que incluía el Space Channel 5 original— distribuida por Agetec el 18 de noviembre de 2003.
Space Channel 5: Part 2 recibió más tarde un port de alta definición como parte de la serie Dreamcast Collection de Sega. Esta versión se lanzó para Microsoft Windows y Xbox 360 el 22 de febrero de 2011 en Norteamérica y el 25 de febrero en Europa. La versión de Windows también ofrecía una opción de compra independiente a través de la plataforma digital Steam. Este lanzamiento supuso la primera aparición del juego en el Reino Unido. Más tarde, el juego recibió un lanzamiento digital independiente para Xbox 360 el 4 de octubre y para PlayStation 3 el 5 de octubre. La versión de consola también salió a la venta en Japón para ambas plataformas el 5 de octubre. La versión de Steam fue parcheada en 2014, solucionando problemas técnicos y de control, y añadiendo diversos logros desbloqueables.

## Recepción
Posteriormente a su salida al mercado en Japón, el videojuego alcanzó la parte más alta de las listas de ventas. Según Mizuguchi, el Space Channel 5: Part 2 vendió alrededor de 50 000 copias durante su primera semana, y después se mantuvo estable en las listas en las semanas siguientes en lugar de experimentar una fuerte caída como frecuentemente ocurre en la industria del videojuego. A diferencia de Space Channel 5 —la precuela— y el otro título del estudio, Rez, la versión para la PS2 fue un éxito comercial: solo en Japón se vendieron 150.000 unidades.
La revista japonesa de juegos Famitsu otorgó a ambas versiones del juego una puntuación de 35 puntos sobre 40. La revista también incluyó al juego en su categoría Platinum Hall of Fame. El columnista de Game Informer, Justin Leeper, elogió el juego por ser más complejo que su predecesor y ofrecer una experiencia más entretenida en la rejugabilidad. Andrew Reiner brindó una segunda opinión para Game Informer afirmando que, aunque no era tan memorable como el original, la experiencia del juego le resultó muy agradable. Brad Shoemaker de GameSpot, a pesar de las similitudes mecánicas, afirmó que la secuela era superior debido a la adición de mecánicas y a la gama más amplia de pistas musicales disponibles, a pesar de que observó que en ocasiones el doblaje y la canción no estaban sincronizadados correctamente.
Christian Nutt de GameSpy elogió la secuela por su estilo visual y variedad musical mejorados; particularmente destacó la inclusión de Michael Jackson, diciendo que el cameo destacó su habilidad profesional. Nich Maragos de 1UP.com encomió la música y afirmó que esta era superior que la de su predecesor por brindar más variedad y hacer coincidir la música con el tono de sus escenas. Maragos añadió, en su reseña para GMR, que la música estaba mejor ajustada, y que la animación y la jugabilidad mejoraron hasta el punto que deseaba que el primer juego hubiera sido similar. GamePro comentó positivamente el hecho de que Agetec hubiese comercializado ambos juegos en una misma edición en su edición de Nortamérica.
Douglass Perry, en una reseña para IGN, afirmó que la secuela solucionó los defectos del primer juego y que esta incluía nuevos elementos que habían logrado mejorar la jugabilidad. Elogió la presentación más ambiciosa, la mayor variedad de estilos musicales y el mayor alcance del contenido. Peter Garden de Play Magazine manifestó haber disfrutado de la secuela mucho más que de su predecesora, citando la actualización del apartado gráfico a modelos 3D completos y las mejoras en el procesamiento de los inputs. La versión lanzada en América del Norte fue reseñada positivamente por la crítica por incluir ambos juegos a un precio bajo.
Las reseñas de la versión de Dreamcast Collection fueron menos positivas, aunque la mayoría de las críticas se centraron en la colección en su conjunto. Levi Buchanan de IGN calificó el tono del juego como "forzado" en comparación con su secuela. Keza MacDoland, que escribe para Eurogamer, se quejó de problemas técnicos y de calidad de sonido deficiente, que afirmó que estaban presentes en toda la colección.